# 侯莫陳穎
侯莫陳 穎（こうばくちん えい、生没年不詳）は、中国の西魏から隋にかけての政治家・軍人。字は遵道。本貫は代郡武川鎮。

## 経歴
侯莫陳崇の子として生まれた。西魏の大統末年、父の軍功により広平侯の爵位を受け、開府儀同三司に累進した。北周の武帝のとき、滕王宇文逌の下で龍泉・文城の胡族を討ち、豆盧勣と道を別にして進軍した。五百里あまりを進んで、三柵を落とした。このとき胡人の村に北周の良民をさらって隠匿していた者があり、豆盧勣はこの胡人たちを処刑しようとした。侯莫陳穎は「胡族たちはもともとすべてに叛意があるわけではなく、多くは脅されて乱に加担しているだけだ。大軍を進めているので、乱の首謀者たちは恐れ、脅されて従っている者は降りたいと思っている。いま慰撫を加えれば、戦わずして平定できるだろう。しかしこの胡人を処刑しては、みな恐れて降伏しなくなり、平定するが難しくなる。渠帥を召し出して、この胡人の身柄を返してやれば、胡族たちも安心するだろう」と言って豆盧勣を説得したので、豆盧勣はこれに従った。胡族たちは次々と北周に帰順し、北方は安定した。侯莫陳穎は司武に転じ、振威中大夫の位を加えられた。
580年、楊堅が北周の丞相となると、侯莫陳穎は昌州刺史に任ぜられたが、赴任することはなかった。581年、隋が建国されると、上開府の位を加えられ、爵位は昇平郡公に進んだ。延州刺史に任ぜられた。数年後、陳州刺史に転じた。南朝陳に対する征戦において、侯莫陳穎は秦王楊俊の下で行軍総管として魯山道を進軍した。陳の将軍の荀法尚・陳紀が降伏すると、侯莫陳穎は段文振とともに長江を渡った。まもなく饒州刺史に任ぜられ、赴任しないうちに瀛州刺史に転じて、善政で知られた。在職すること数年、秦王楊俊の罪に連座して免官された。民衆に泣いて見送られ、侯莫陳穎の徳を顕彰して碑が立てられた。しばらくして検校汾州事として復帰し、邢州刺史に任ぜられた。仁寿年間、吏部尚書の牛弘が山東を巡察すると、侯莫陳穎の統治が第一とされ、このため文帝（楊堅）に賞賛された。ときに嶺南地方の刺史や県令に貪欲な者が多く、少数民族の叛乱が続発していた。隋朝への求心力を回復するため、清廉な地方官をあてるべく、侯莫陳穎が召し出された。数日後、位は大将軍に進み、桂州総管十七州諸軍事に任ぜられて派遣された。着任すると、侯莫陳穎は恩愛と信義をたっとぶ統治をおこなったので、民衆や少数民族たちも服従し、渓洞の越族たちも多くは帰順した。
604年、煬帝が即位すると、兄の梁国公侯莫陳芮が事件に連座して辺境に移された。隋の朝廷は侯莫陳穎が不安を抱くのを恐れて、長安に召還した。数年後、恒山郡太守に任ぜられた。その年、嶺南や福建の越族の多くがまた隋朝に従わなくなったので、煬帝は侯莫陳穎が以前に桂州で善政を布いていたことを思い出し、南方を服従させるため、南海郡太守に任じた。4年後、侯莫陳穎は在官のまま死去した。諡を定といった。
子に侯莫陳粛（字は乾会）があった。

## 伝記資料
- 『隋書』巻五十五 列伝第二十
- 『北史』巻六十 列伝第四十八